# Tepti-ahar
Tepti-ahar, auch Tempt-ahar, war ein elamitischer König. Im 15./14. Jahrhundert v. Chr. nannte er sich „König von Susa und Anschan“. Wie mehrere Inschriften zeigen, war er der Bauherr der Anlage von Haft Tepe. In mehreren Siegelabdrücken nennt er sich „Diener der Götter Kirwasir und Inšušinak“, wobei Letzterer der Hauptgott von Susa ist. Da eines seiner Regierungsjahre mit „als der König den Kadašman-Enlil vertrieb“ betitelt ist, darf für seine Regierungszeit das zweite Viertel des 14. Jahrhunderts angesetzt werden. An anderen Orten ist er kaum belegt. In Susa wird er in einigen Rechtsurkunden und auf einigen Ziegeln genannt. Die letzteren bezeugen seine Bautätigkeit in dieser Stadt.